# Offcote and Underwood
Offcote and Underwood est une paroisse civile du Derbyshire, en Angleterre.